# Dominique de Cérignac
Dominique de Cérignac, née à Paris en 1947, est une auteure français de roman policier.

## Biographie
Sa famille est issue de l’Ardenne belge et française.  Elle fait des études supérieures en philosophie politique et en histoire médiévale.
Elle amorce sa carrière littéraire au milieu des années 1970 avec Les Quatre-Croix, une série de quatre romans historiques médiévaux, imprégnés d'aventures et de roman d'amour. En 1995, elle remporte le prix du roman policier de Cognac pour On tue chez Molière, qui raconte, à notre époque, l'enquête entourant le meurtre de l'administrateur général de la Comédie-Française. Dans la maison vide, son dernier roman policier, est paru aux éditions du Rocher en 2008.

## Œuvre

### Romans

#### Série historiqueLes Quatre-Croix
- L’Aventure danoise, Paris, J.C. Lattès, coll. Romanesque no 5, 1975
- L’Enlèvement, Paris, J.C. Lattès, coll. Romanesque no 9, 1975
- La Dame de Chéroy, Paris, J.C. Lattès, coll. Romanesque no 23, 1975
- Le Bâtard de Beauvais, Paris, J.C. Lattès, coll. Romanesque no 27, 1976

#### Romans policiers
- On tue chez Molière, Paris, Librairie des Champs-Élysées, Le Masque no 2224, 1995
- Le Cas du docteur Andrès, Paris, Librairie des Champs-Élysées, Le Masque no 2286, 1996
- Dans la maison vide, Paris, Éditions du Rocher, coll. Le rouge & le Noir, 2008

## Prix et distinctions
- Prix du roman policier de Cognac 1995 pour On tue chez Molière